# Fréon (gaz)
 (octobre 2017).
Si vous disposez d'ouvrages ou d'articles de référence ou si vous connaissez des sites web de qualité traitant du thème abordé ici, merci de compléter l'article en donnant les références utiles à sa vérifiabilité et en les liant à la section « Notes et références ».
 (mars 2009).
Pour les articles homonymes, voir Fréon.
Le Fréon est le nom commercial Dupont des hydrochlorofluorocarbonés (HCFC) ou chlorofluorocarbonés (CFC). Ces gaz sont produits sous forme de dérivés halogénés volatils du méthane, de l'éthane et du propane. L'exemple le plus courant est le dichlorodifluorométhane (R-12). Le R-12 est le gaz le plus communément appelé Fréon. Les CFC et les HCFC ont été largement utilisés comme réfrigérants, propulseurs, systèmes d’extinction d’incendie gazeux et solvants. 

## Types de fréon

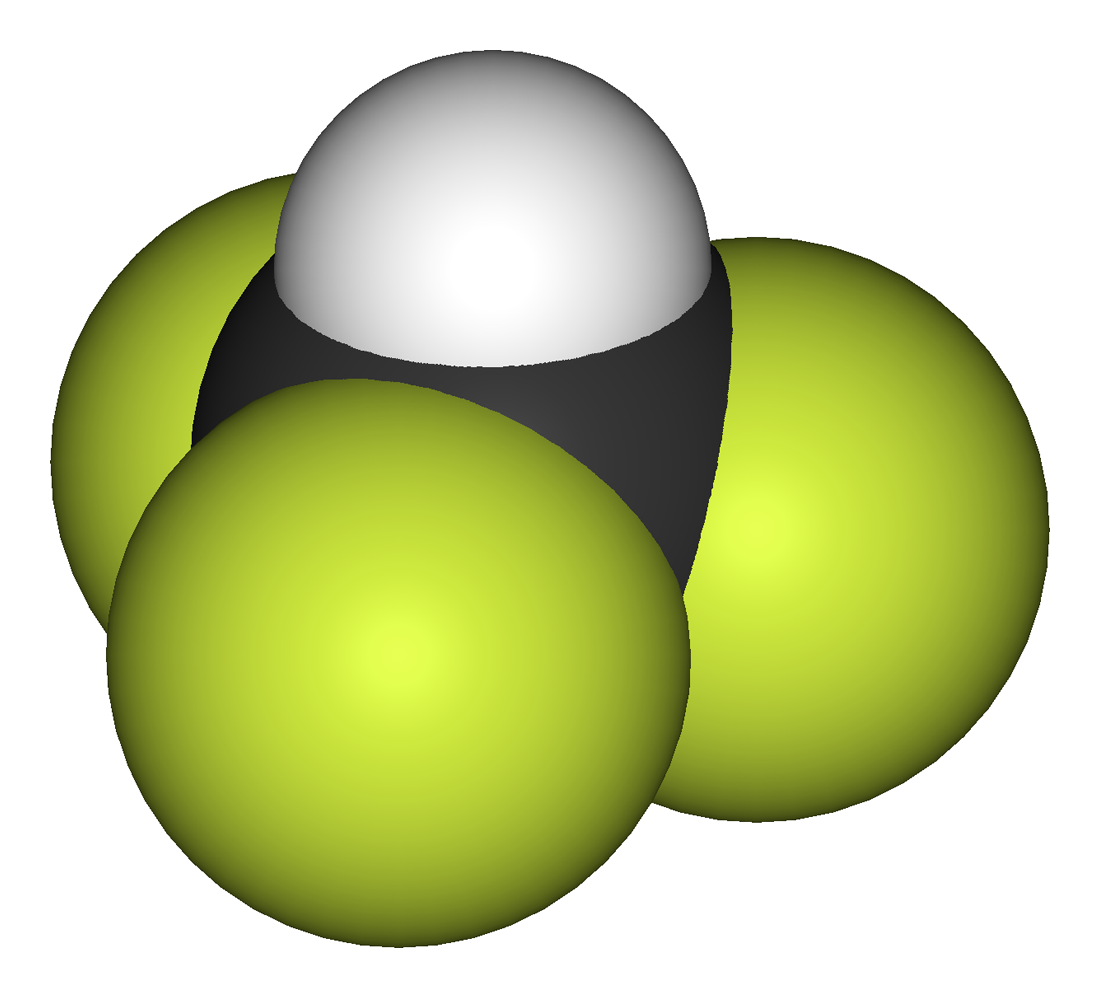
Le trifluorométhane est désigné sous le nom de R-23 : 0 double liaison (omis), 1 carbone (omis), 1 hydrogène + 1 (2), 3 fluor (3).

Les différentes variétés de Fréon sont parfois désignées sous le nom de R-ABCDE, R signifiant réfrigérant et ABCDE étant un nombre à cinq chiffres ou moins, chacune des lettres ayant la signification suivante :
- A : nombre de doubles liaisons (omis si égal à zéro) ;
- B : nombre d'atomes de carbone -1 (omis si égal à zéro) ;
- C : nombre d'atomes d’hydrogène +1 ;
- D : nombre d'atomes de fluor ;
- E : lettre pour identifier les isomères, on commence par a, puis b, etc.

## Caractéristiques
Contrairement à certains gaz frigorigènes utilisés avant 1929, les Fréons sont ininflammables, non corrosifs et non toxiques en cas de fuite mineure. En 1930, à l'assemblée du congrès de l’Association américaine de chimie, Midgley démontra le caractère non toxique et ininflammable du Fréon en inhalant le gaz et le soufflant ensuite lentement sur une bougie allumée, qu’il éteignit.

Cependant ils prennent la place de l'air respirable en cas de fuites abondantes, ce qui peut mener à des asphyxies. Par exemple :
- à bord du cargo frigorifique Mimoza en 1994, deux matelots ont perdu la vie.
- Un Fréon a également été responsable de la mort de plus de 20 membres d'équipage d'un sous-marin russe accidenté le 8 novembre 2008.

Les Fréons les moins volatils peuvent produire une anesthésie grâce à leur ressemblance avec les agents anesthésiques volatils.
Le R22 est peut-être aussi à l'origine de troubles du rythme cardiaque.
Le R12 a été utilisé depuis 1930 comme réfrigérant et depuis 1943 comme gaz propulseur dans les aérosols ; il a été parfois utilisé à d'autres fins industrielles, comme dans la fabrication de mousse polyuréthane. 
Cependant leur utilisation est très contestée car leurs composés peuvent être facilement détruits par les rayons UV émis par le Soleil, se dissociant en éléments plus simples comme le chlore et le fluor. Ces éléments sont responsables, entre autres, de la destruction de la couche d'ozone. Ils participent aussi au réchauffement de la planète en tant que gaz à effet de serre.
Leur fabrication a été réduite de manière draconienne ces dix dernières années (à compter de 2011).

## Formules brutes de quelques Fréons contenant un unique atome de carbone
- CCl3F : trichlorofluorométhane (Fréon R11)[3]
- CCl2F2 : dichlorodifluorométhane (Fréon R12)
- CClF3 : chlorotrifluorométhane (Fréon R13)

Les R11 et R12 sont interdits depuis janvier 2015 ainsi que le R13.